# レニー・カストロ
レニー・カストロ（Lenny Castro、1956年9月19日 - ）は、アメリカ合衆国ロサンゼルス地域を中心に活動するパーカッショニスト。レッド・ホット・チリ・ペッパーズ、アデル、マルーン5、U2、アース・ウィンド・アンド・ファイアー、ローリング・ストーンズなど、数百ものアルバムに参加し、史上最も多作なパーカッショニストの一人となっている。

## 生い立ち
カストロはプエルトリコ系の両親のもと、ニューヨークで生まれ育った。父のヘクター・カストロは、ジョニー・パチェーコなどのラテン系アーティストと活動するキーボード奏者だった。カストロは音楽芸術高校に通い、クラシック・パーカッションを学んだ。

## 略歴
高校卒業後、ニューヨーク周辺の地元バンドで演奏していたカストロは、19歳の時に歌手メリサ・マンチェスターに見出され、彼女のパーカッショニストとしてツアーに参加した。その後、マンチェスターと共にロサンゼルスに移り、そこでプロデューサーのリチャード・ペリーに紹介された。ペリーはダイアナ・ロスのアルバム『ベイビー・イッツ・ミー』でカストロを演奏させ、そこでセッション・ドラマーのジェフ・ポーカロと出会うことになる。
その後、カストロはポーカロらを擁するTOTOのデビュー・アルバムに伴うツアーへ招かれ、その後もスタジオ・レコーディングに参加した。バンドへの貢献としては、ヒット・シングル「アフリカ」があり、この曲で使用されている民族的なパーカッションを演奏している。
フリーランス・ミュージシャンとして、カストロはスティーヴィー・ニックス、ジョー・サンプル、エリック・クラプトンなど、数多くのミュージシャンたちとレコーディングを行っており、クラプトンとはグラミー賞受賞曲「ティアーズ・イン・ヘヴン」で共演している。
カストロはザ・クルセイダーズとして参加したアルバム『ルーラル・リニューアル』で、第46回グラミー賞の最優秀コンテンポラリー・ジャズ・アルバムにノミネートされた。